# Bolton Group
Bolton Group S.r.l. è una multinazionale italiana a conduzione familiare con sede a Milano, controllata dalla Factor Holding S.r.l., che produce e commercializza prodotti di largo consumo. L’azienda impiega circa 11.000 persone distribuite in 60 uffici, 16 siti produttivi, 10 laboratori di ricerca e sviluppo e 13 navi da pesca a livello globale; il portafoglio del gruppo conta più di 60 marchi nei settori alimentare (pesce e carne in scatola, salse), cura della casa, igiene personale, adesivi e cosmesi.

## Storia
L’origine del gruppo Bolton risale alla creazione di Exportex S.p.A., impresa di distribuzione di prodotti di largo consumo, prevalentemente di importazione. L'azienda viene fondata a Milano nel 1949 dall'impreditore Joseph Nissim.
Negli anni l'attività evolve in una delle maggiori aziende italiane di distribuzione per produttori nazionali e stranieri di beni di consumo; Exportex è distributore esclusivo per l'Italia di aziende e marchi stranieri, come le statunitensi Procter & Gamble e Kimberly-Clark (cura della persona), e la britannica Beecham Group (prodotti farmaceutici).
Nel 1960 Nissim rileva la ICIS S.a.r.l. (Industria Carni in Scatola), azienda cliente di Exportex con sede e stabilimento a Cermenate che produce carne in scatola con il marchio Manzotin. Assunta la denominazione Trinity Alimentari S.p.A. nel 1965, diversifica la sua attività con l'avvio della produzione di tonno in scatola a marchio Rio Mare, che diverrà il marchio di punta dell'azienda.
Al 1971 Exportex è presente sul territorio nazionale con filiali e depositi a Bari, Bologna, Catania, Firenze, Oristano, Napoli, Padova, Pioltello, Roma e Torino. Negli anni '70 la società è attiva anche nel settore chimico e della cura della casa tramite la controllata Nisco Chemical Italia.
Nel 1978, Trinity avvia la propria espansione all'estero con la commercializzazione del tonno Rio Mare in Grecia, operazione che pone le basi per la successiva creazione di una filiale ellenica.
A seguito della crescita dell'attività, nel 1978 avviene la costituzione ad Amsterdam di una società denominata Bolton Group B.V., il cui azionista di riferimento è Nissim. Nel 1980 apre la filiale di Milano e nel 1981 Bolton assume il controllo di Exportex e Trinity.
Il neocostituito gruppo assume anche il controllo del 49% di quota partecipativa nel capitale di Beecham Italia S.p.A., di cui Nissim è amministratore delegato, sussidiaria della multinazionale farmaceutica britannica Beecham Group. L'impresa opera nello stabilimento di Segrate, dove impiega oltre 200 addetti, e produce articoli per la cura e l'igiene personale, tra cui i dentifrici a marchio Aquafresh. Verrà ceduta totalmente a Beecham nel 1992.
Bolton aumenta la presenza nel settore chimico con l'acquisizione, nel 1982, di Manitoba Paper Italia S.p.A., una controllata della Kimberly Clark, con sede a Roma e stabilimento a Melzo che produce carta e prodotti per l'igiene della casa e del bucato. La società opera con i marchi Fabello, Fornet, Glad, Intim, Kleenex, Kimbi, Kotex, Merito, Overlay, Sgorgo, TOT, Vitrexa, WC Net e Woolite. In seguito cambia denominazione in Manitoba Italia S.p.A. e la sua sede legale viene spostata a Milano. Bolton si impone come leader di mercato in Italia nel settore del tonno in scatola, in cui negli anni ottanta è presente con i marchi Rio Mare e Carlos Primero, con il 25% delle quote. Nel 1984, la società capogruppo diviene una controllata della Bolton Group International S.A., holding finanziaria con sede in Lussemburgo.
Nel 1986, tramite Trinity, il gruppo rileva dalla famiglia Benatoff la SIE - Società Ittica Elbana S.r.l., azienda dell'Isola d'Elba, produttrice di sardine in scatola con il marchio Napoleon, settore in cui è leader nazionale. L'espansione di Bolton assume maggiori dimensioni negli anni novanta, con l'acquisizione di altre aziende e marchi come le italiane Brill, Manetti & Roberts (1992), Collistar (1993), pannolini Lines (1994), la tedesca UHU (1994), la spagnola CILE (1996), l'olandese Bison (1996), le francesi Rogé Cavaillé (1998) e Saupiquet (1999), la greca Athens Papermill (2002).
Bolton - che passa sotto il controllo di Spafid S.p.A., società fiduciaria che fa capo a Mediobanca, riconducibile alla famiglia Nissim - nel 2001 cede la divisione pannolini della Lines alla Kimberly-Clark Corporation, e incrementa la propria presenza all'estero con l'apertura di filiali in Europa occidentale. Tra il 2003 e il 2006, il gruppo apre nuove filiali in Slovenia, Austria e Croazia, entrando così nei mercati dei paesi dell'Europa orientale. Nello stesso periodo passano sotto il controllo della multinazionale i marchi Kolmat (2004), Bostik (2006), Alco, Palmera, Petreet e Sanogyl (2007).
Nel 2012, la sede legale di Bolton viene spostata da Amsterdam a Milano, mentre la Bolton Group BV viene spostata a Utrecht. In quello stesso anno, la multinazionale effettua due importanti operazioni: rileva il 40% delle quote del Grupo Calvo, azienda spagnola produttrice di conserve ittiche, che dal 1993 controlla l'italiana Nostromo; acquista dagli americani della Kraft per circa 100 milioni di euro il marchio di carne in scatola Simmenthal, che detiene il 67% del mercato italiano. Per evitare problemi con l'Antitrust, Bolton mette subito sul mercato Manzotin, il cui marchio nel 2013 viene acquisito dall'azienda genovese Generale Conserve.
Nel 2015 rileva il 75% di Conservas Garavilla, azienda basca specializzata nella commercializzazione del pesce in scatola con stabilimenti a Bilbao, in Ecuador e in Marocco. Il restante 25% lo acquisirà nell'ottobre 2016. Nel gennaio 2017 viene attuata la ristrutturazione del gruppo: Bolton Group prende il nome di Factor Holding S.r.l. (diventando la holding della famiglia Nissim) mentre la controllata Bolton Group Services S.r.l., a cui viene conferito il ramo d'azienda preposto alla gestione delle partecipazioni del gruppo, assume il nome di Bolton Group S.r.l..
Nel luglio 2019 rileva, attraverso la consociata Manetti & Roberts, il 100% di Omia Laboratories, società con sede a Cisterna di Latina, fondata nel 1997 dalla famiglia Angioletti e leader nel settore della cura della persona. Sempre nel luglio 2019 Bolton acquisisce il controllo dell'americana Tri Marine con una filiera globale nel tonno e un fatturato superiore a 1,2 miliardi di dollari. Già nel 2013 Bolton aveva acquisito una partecipazione di minoranza in Tri Marine, azienda di origine italiana controllata dall'Efim e guidata dal 1983 dall'italiano (ma da anni residente in Usa) Renato Curto, che l'aveva poi acquisita nel 1986 con un'operazione di management buyout. Con questa acquisizione Bolton diventa il secondo gruppo operatore al mondo dietro ai thailandesi di Thai Union.
Nell'agosto 2021 acquisisce Wild Planet Foods, società fondata nel 2004 e diventata il numero uno negli Stati Uniti nella produzione sostenibile di conserve ittiche. Nel dicembre dello stesso anno viene annunciata l'acquisizione del gruppo Madel di Cotignola.
Nel 2023 avviene una nuova acquisizione con l’entrata nel gruppo di Unipak A/S, impresa danese a conduzione familiare, attiva in Nord Europa e nei paesi baltici nel mercato dei prodotti sigillanti. Nel gennaio 2025 il gruppo acquisisce Repair Care, azienda olandese operante nel mercato degli adesivi per la riparazione e manutenzione del legno.

## Informazioni e dati
Il Gruppo Bolton produce e commercializza beni di largo consumo in 139 paesi, ed opera nei settori alimentare e chimico. Impiega oltre 5.600 dipendenti, e possiede 46 uffici di rappresentanza e 12 stabilimenti produttivi (di cui 4 in Italia). Nel 2016 ha realizzato un fatturato di 1,96 miliardi di euro, con un utile d'esercizio di 210,8 milioni. Il 58% del fatturato di BG è dovuto alla divisione alimentari, a seguire cura e benessere del corpo (14%), cura della casa e del bucato (12%), adesivi e collanti (12%), e cosmetici (4%). La BG opera attraverso cinque società, ciascuna per categoria merceologica.
Bolton Food
Bolton Food S.p.A. (Trinity Alimentari Italia S.p.A. dal 1965 al 2003; Bolton Alimentari S.p.A. dal 2003 al 2017), rappresenta la divisione "alimentari" del Gruppo. Produce e commercializza carne in scatola, conserve ittiche (in particolare tonno in scatola), ketchup e cibo per animali domestici, ed è presente sul mercato con i marchi Rio Mare, Simmenthal, Prima, Palmera e Petreet.
Prima azienda nel settore delle conserve ittiche in Italia (quota di mercato del 38%) e in Europa, nel 2017 contava 932 dipendenti, 2 stabilimenti produttivi - italiano a Cermenate e francese a Quimper - una capacità produttiva di 3,5 milioni di confezioni al giorno, e realizzava un fatturato di 698,2 milioni di euro. Con il marchio Rio Mare è presente in 43 paesi e la produzione è concentrata nello stabilimento di Cermenate.
Bolton Manitoba
Bolton Manitoba S.p.A., rappresenta la divisione "cura della casa e del bucato" del Gruppo. Fondata nel 1992 come Brill Manitoba S.p.A., per effetto della fusione tra Brill S.p.A. e Manitoba Italia S.p.A., assume l'attuale denominazione nel 2003. Produce e commercializza detersivi e detergenti per la casa e per il bucato con i marchi Omino Bianco, WC Net, SMAC (che comprende la linea dei detergenti per pavimenti col marchio TOT), Carolin, Merito, Dubro, Nibro, Overlay, Fornet, Vetril, Last, Argentil, Cyclon e D'Or.
L'azienda opera nello stabilimento di Nova Milanese, in provincia di Monza e Brianza, che impiega 200 addetti. Nel 2017 ha realizzato un fatturato di 251,6 milioni di euro, con un utile netto di 37,7 milioni.
UHU Bostik
UHU Bostik S.p.A., sorta nel 1998 con la denominazione UHU Bison S.p.A. a seguito della fusione tra UHU Italia S.p.A e Perfecta Italia S.p.A., assume l'attuale denominazione nel 2006. Commercializza adesivi e collanti con i marchi UHU, Air Max, Bison, Bostik, Cyclon e Griffon. Impiega circa 40 addetti in mansioni commerciali e amministrative, e nel 2017 ha realizzato un fatturato di 34,9 milioni di euro, ed un utile netto di 2,2 milioni.
Manetti & Roberts
La Società Italo Britannica L.Manetti H.Roberts & C. per Azioni - nota più semplicemente come Manetti & Roberts - fondata a Firenze nel 1921, fa parte di Bolton Group dal 1992, e ne rappresenta la divisione "cura e benessere del corpo". Produce e commercializza saponi e cosmetici con i marchi Neutro Roberts, Acqua alle Rose, Bilba, Bilboa, Borotalco, Chilly, Citrosil, Effervescente Brioschi, Galeffi, Rogé Cavaillès, Sanogyl, Somatoline. L'azienda opera nello stabilimento di Calenzano, in provincia di Firenze, e impiega 233 lavoratori.
Collistar
Collistar S.p.A., società fondata nel 1991 e facente parte di Bolton Group dal 1993, commercializza trucchi e cosmetici con l'omonimo marchio.